# Claire de Santa Coloma
Claire de Santa Coloma (Buenos Aires, 1983) é uma artista argentina cuja prática artística é baseada sobretudo na Escultura mas o seu trabalho  também inclui desenhos e composições em papel. Nascida em Buenos Aires, Argentina, vive em Lisboa, Portugal, desde 2009. Realizou o MA en Recherche des Arts Visuels na Sorbonne, em Paris, França, entre 2002-2007, e paralelamente no Atelier Beaux-Arts de la Ville de Paris, de escultura especializada em talha direta, entre 2003-2007. Entre 2009-2010 frequentou o Programa de Estudos Independente da Escola de Artes Visuais Maumaus, em Lisboa, Portugal. Em 2007, realizou uma residência artística na Casa de Velázquez, em Madrid, Espanha, com uma bolsa de 2 anos. A partir desse momento, deu início à sua atividade como artista questionando a necessidade de trazer mais objetos ao mundo e colocando a escultura no centro de todos os meus debates. Expõe regularmente desde 2008.

Sem Título (2018) de Claire de Santa Coloma.

## Arte
Desde os 10 anos que Claire de Santa Coloma se interessa pela escultura, onde começou a praticar na oficina do seu bairro, Taller del Patio, em Buenos Aires, entre 1993-2002. A sua atividade surge como resposta ao ambiente físico, enquadrando-a no tempo e no espaço. Centrada na economia de formas tridimensionais abstratas, Santa Coloma constrói manualmente os objetos que produz, usando materiais encontrados ou adquiridos - geralmente específicos a um lugar que, por sua vez, impõe vários parâmetros. A economia de um lugar e seu contexto fazem parte das suas intervenções. Foi vencedora da 12ª Edição do Prémio Novos Artistas Fundação EDP em 2017. O júri do prémio foi constituído pelos artistas Eduardo Batarda, Bill Fontana e os curadores Penelope Curtis, João Mourão e presidido por Pedro Gadanho.
Realizou várias exposições individuais: CHUVA (2018). Appleton Associação Cultural, Lisboa, Portugal, 
PAUSA (2017), 3 + 1 Arte Contemporânea, Lisboa, Portugal, La pause est une variété de mouvement accumulé (2017), Galerie Virginie Louvet, Paris, França, Guia prático para fazer uma escultura de madeira básica (2014), 3 + 1 Arte Contemporânea, Lisboa, Portugal, Uma Ordem Complexa (2012), Galeria Progetti, Rio de Janeiro, Brasil, A escassez nos salvará da catástrofe (2011), 3 + 1 Arte Contemporânea, Lisboa, Portugal, A experiência da Medida (2010), Carpe Diem Art & Research, Lisboa, Portugal.